# Martinismo
Il Martinismo è una Via Iniziatica il cui scopo è il "perfezionamento interiore dell'essere umano", attraverso la reintegrazione dell'uomo nell'uomo e dell'uomo nel divino.

Sigillo del Martinismo

## Storia

### Le origini

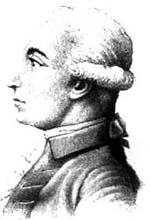
Louis-Claude de Saint-Martin.

Il Martinismo trae il suo nome e la sua ispirazione da Louis Claude de Saint-Martin, che fu uno degli eredi spirituali degli insegnamenti di Martinès de Pasqually. Saint-Martin fu iniziato agli Eletti Cohen nel 1768 e rimase attivo nell'organizzazione per almeno sei anni. Fu iniziato al grado di Reaux-Croix, il grado più alto dell'Ordine, e nel 1770 divenne segretario di de Pasqually. Saint-Martin divenne progressivamente insoddisfatto dell'uso dei rituali teurgici da parte degli Eletti Cohen, ritenendo che fossero troppo sofisticati rispetto allo scopo desiderato. In alternativa, preferì la contemplazione interiore, o quella che chiamava "la Via del Cuore". Tuttavia, continuò a riconoscere l'influenza di Martinez de Pasqually sul proprio sistema di pensiero. Inoltre, Saint-Martin trasse molta ispirazione dalle opere di Jakob Böhme. Nel 1777, dopo aver fallito nel convincere gli Elus-Cohens ad adottare una pratica più contemplativa, ridusse il suo coinvolgimento nell'Ordine e cessò ogni partecipazione nel 1790.
Nel 1775, Saint-Martin pubblicò il suo primo scritto, Degli Errori e della Verità, usando lo pseudonimo di "Il Filosofo Sconosciuto" con cui si opponeva all'ateismo del suo tempo; continuò a scrivere e diffondere la propria visione mistico-esoterica per il resto della sua vita con i suoi discepoli, senza però mai creare una struttura iniziatica che assomigliasse ad un ordine, anzi prendendo le distanze sia dalla massoneria che dagli Eletti Cohen. Lo studioso di Martinismo Robert Ambelain affermò nel suo libro Le Martinisme del 1946 che Saint-Martin aveva fondato un ordine chiamato "Società degli Iniziati", ma successivamente smentì lui stesso questa ipotesi.. Secondo altri studiosi Saint-Martin sarebbe stato coinvolto in una società preesistente chiamata "Ordine degli Sconosciuti Filosofi". L'ipotesi comunemente accettata è che, sebbene Saint-Martin abbia iniziato discepoli in qualche modo, ciò sia stato fatto in modo informale. Dopo il suo decesso i discepoli di Saint-Martin diffusero la Dottrina del Filosofo Sconosciuto in Francia, Germania, Danimarca e soprattutto in Russia. Le cerimonie e gli insegnamenti tradizionali erano trasmessi in modo privato fino a che verso la fine del XIX secolo si cercò di strutturare stabilmente un Ordine iniziatico.

### Willermoz e il Rito Scozzese Rettificato
In parallelo al Saint-Martin, anche un altro discepolo di Pasqually, Jean-Baptiste Willermoz,  portò avanti i suoi insegnamenti tentando di riformare l'ordine degli Eletti Cohen. Willermoz era stato iniziato nella Massoneria all'età di 20 anni in una loggia che operava sotto gli auspici del Rito di Stretta Osservanza. Fu iniziato negli Elus-Cohen nel 1767, raggiungendo infine il grado più alto dell'Ordine e venendo nominato da de Pasqually come "Giudice Superiore", uno dei più alti ufficiali dell'Ordine.
Preoccupato per i dissensi nell'ordine dopo la morte di de Pasqually, Willermoz nel 1778, insieme ad altri due Giudici Superiori, formulò l'idea di creare due gradi aggiuntivi per la Provincia d'Alvernia della Stretta Osservanza, che esemplificassero la filosofia, ma non le pratiche teurgiche, degli Elus-Cohen, operando nel contesto templare massonico del rito. Il nome del rito fu cambiato in Chevaliers Bienfaisants de la Cité-Sainte (CBCS). La struttura dei gradi del rito fu quindi la seguente:
1. Apprendista
2. Compagno
3. Maestro
4. Maître Ecossais/Maestro Scozzese
5. Ecuyer Novice/Scudiero Novizio
6. C.B.C.S. (Le Chevaliers Bienfaisants de la Cité-Sainte)
7. Chevalier-Profès/Cavaliere Professato
8. Chevalier-Grand Profès/Cavaliere Gran Professato

Avendo riformato il ramo francese dell'ordine, Willermoz nel 1782 riuscì a persuadere la madre del ramo tedesco ad adottare le sue riforme – sebbene non senza incontrare notevole opposizione da parte di altri rami della Stretta Osservanza, come i Illuminati di Baviera di Adam Weishaupt.
La Rivoluzione francese interruppe le attività del CBCS in Francia, sebbene il rito sia stato preservato in Svizzera. Oggi il CBCS, o "Rito Scozzese Rettificato" (Rite Ecossais Rectifié), ha diverse "grandi priorie" in tutto il mondo: Svizzera, USA, Francia, entrambe le Grandi Priorie di Waite e di Michael Herbert in Inghilterra, Germania, Belgio, Spagna, Portogallo e Brasile, con prefetture e logge di Sant'Andrea, nonché logge rettificate dell'Arte, presenti in molte località dall'Italia al Brasile fino alla Romania.

### Papus e Chaboseau: la fondazione dell'Ordine Martinista

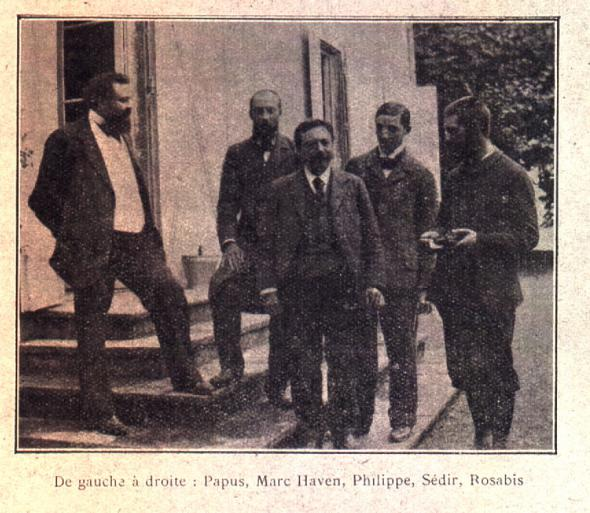
I Martinisti, da sinistra a destra: Papus, Marc Haven, Nizier Anthelme Philippe, Siséra Rosabis

La fondazione dell'Ordine Martinista avvenne sul finire dell'800 e ad opera del medico parigino, Gérard Encausse che sarebbe poi diventato noto come Papus. Egli venne a conoscenza delle dottrine di Saint-Martin da Henri Viscount Delaage nel 1880. La fondazione dell'Ordine avvenne quando Encausse incontrò Augustin Chaboseau nel 1884 e insieme ad alcuni collaboratori, fondarono l'Ordre Martiniste o Ordine Martinista.
Parallelamente, Stanislas de Guaita, in associazione con Papus e Pierre-Augustin Chaboseau, fondò l'Ordre Kabbalistique de la Rose Croix nel 1888. Papus e Chaboseau scoprirono di aver apparentemente ricevuto entrambi l'iniziazione martinista attraverso due diverse catene di successione che risalivano a Saint-Martin e ai suoi discepoli originari. Papus affermò di essere entrato in possesso dei documenti originali di de Pasqually e di aver ricevuto l'autorità nel Rito di Saint-Martin dal suo amico Henri Viscount Delaage. Tuttavia, Encausse si rese conto che mancava un "anello" nella sua catena di successione e, di conseguenza, lui e Chaboseau "scambiarono iniziazioni" per consolidare le loro discendenze. Nel 1891 avvenne la creazione del Consiglio Supremo dell'Ordine, composto da ventun membri con autorità su tutte le Logge mondiali 
e Papus fu eletto primo Presidente del Consiglio Supremo dell'Ordine Martinista, una posizione che gli permise di guidare il movimento verso una rapida espansione. Sotto la sua direzione, l'Ordine crebbe significativamente, e verso il 1900 contava centinaia di membri attivi in vari paesi del mondo. Papus divenne rapidamente un'autorità nel campo del Martinismo, e le sue opere scritte sono diventate fondamentali per il Martinismo e per chiunque sia interessato alla Tradizione esoterica.

### Il Martinismo Moderno e le scissioni

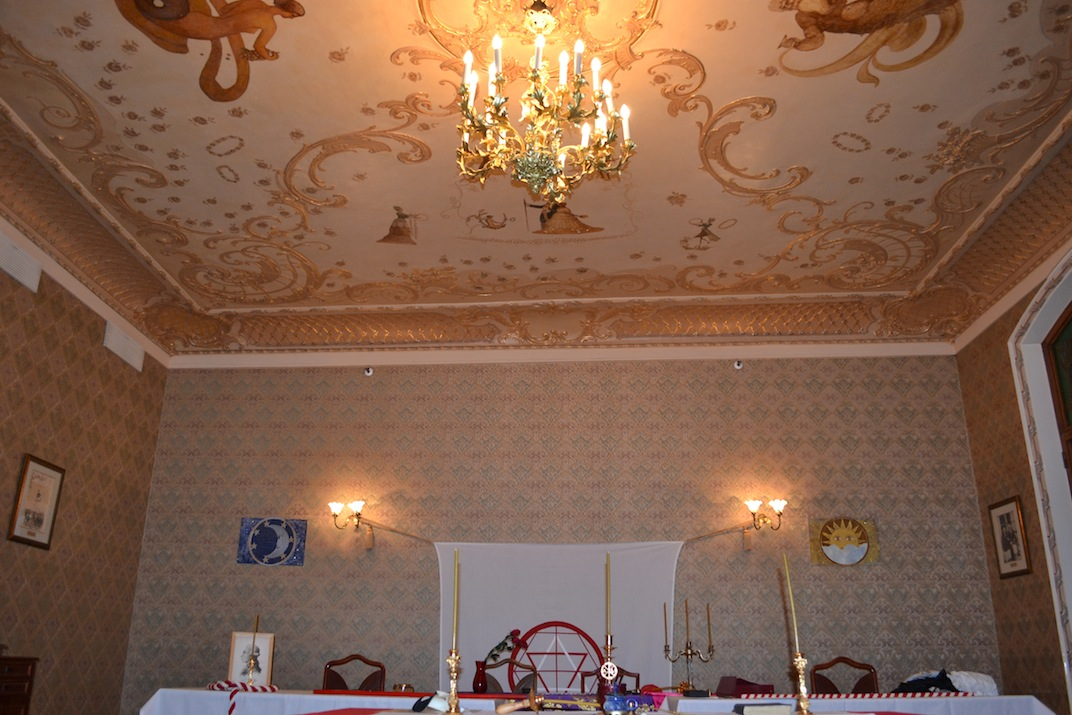
L'interno delle Logge dell'Ordine Martinista-Martinezista Sovrano Autonomo Antico durante una riunione cerimoniale a Mosca nel 2013

Nel 1905, lo Zar Nicola II di Russia invitò Papus a Tsarskoye Selo per chiedergli consiglio sulle difficoltà interne che stava affrontando con i rivoluzionari. La Prima Guerra Mondiale fu disastrosa per l'Ordine. Papus morì sul campo di battaglia, svolgendo i suoi doveri di medico, così come molti altri leader dell'Ordine. Dopo la guerra, l'Ordine era quasi estinto e i membri sopravvissuti si divisero in fazioni rivali.
René Guénon fu iniziato nell'Ordine Martinista. Tra il 1906 e il 1912, Guénon fu membro delle Logge Martiniste Humanidad e Melchissedec, e pubblicò articoli in L'Initiation, Revue Indépendante des Hautes Etudes Martinistes. Il Congrès Spiritualiste tenutosi a Parigi dal 7 al 10 giugno 1908, organizzato da Papus, con la presenza di Victor Blanchard, Paul Veux, Paul Chacornac, Theodor Reuss, e Charles Détré alias Teder, si svolse al culmine della collaborazione tra Guénon e Papus. Tuttavia, la regolarità dell'Ordine Martinista fu fortemente messa in discussione dal Fratello O. Pontet del Grand Orient de France. La creazione da parte di Guénon nel 1909 di un Ordre du Temple all'interno dei locali dell'Ordine Martinista, nonché il suo coinvolgimento in una Chiesa Gnostica sotto il nome di Palingenius, portarono alla separazione tra Papus e Guénon.
Molti Martinisti francesi sostennero le pretese al trono di Francia di Karl Wilhelm Naundorff. Si unirono al movimento della Sinarchia e formarono l'Ordine Martinista e Sinarchico (OM&S) sotto la guida di Victor Blanchard. Entrambi gli Imperator dell'Antico e Mistico Ordine della Rosa-Croce (AMORC), Ralph Maxwell Lewis e Harvey Spencer Lewis, furono iniziati nell'Ordine Martinista e Sinarchico (OM&S). L'Imperator dell'AMORC Harvey Spencer Lewis deteneva il titolo di Grande Ispettore per le Americhe, nonché Sovrano Gran Maestro Legato per gli Stati Uniti, e gli fu concesso una Charta per stabilire Logge negli Stati Uniti. Lewis decise in seguito di non proseguire con il piano OM&S per gli Stati Uniti a causa del fatto che Victor Blanchard non riuscì a produrre tutta la documentazione richiesta. Si scoprì che le attività dell'OM&S si limitavano alla trasmissione di varie Iniziazioni Martiniste e che l'Ordine, altrimenti, non aveva una reale consistenza. Non esisteva una Loggia Martinista a Parigi in quel periodo e Victor Blanchard dava le sue iniziazioni nel tempio della Fraternitae des Polaires.

### L'Ordine Martinista Tradizionale (OMT)
Nel 1931, Augustin Chaboseau si unì a Victor-Emile Michelet e Lucien Chamuel (gli altri due membri sopravvissuti del Supremo Consiglio originale del 1891) per resuscitare l'Ordine che avevano fondato con Papus. Per sottolineare la differenza tra il Martinismo tradizionale e i molti nuovi gruppi emersi, chiamarono il loro movimento l'Ordine Martinista Tradizionale (OMT). Victor-Emile Michelet fu eletto Gran Maestro e Augustin Chaboseau gli succedette nel 1939 fino alla sua morte nel 1946. L'Imperator dell'AMORC Ralph Maxwell Lewis fu invitato dall'OMT nel 1939 a portare l'Ordine Martinista Tradizionale negli Stati Uniti. Lewis fu così nominato Sovrano Legato e Gran Maestro Regionale dell'OMT e ricevette tutti i documenti necessari per procedere con l'espansione dell'Ordine.
La Seconda Guerra Mondiale fu altrettanto difficile per l'Ordine in Europa. Il regime nazista soppresse tutti i gruppi 'occulti' e molti Martinisti morirono nei campi di concentramento. Grazie allo spostamento del centro dell'OMT in America, durante la Seconda Guerra Mondiale, si riuscì a salvare e a diffondersi nuovamente in Europa finita la guerra, conservando la sua struttura originaria. L'OMT attualmente opera in quasi tutti i paesi liberi del mondo sotto la protezione dell'AMORC, che gli permette di avere i locali necessari alle sue attività. Il Martinismo continua a crescere in popolarità e, con l'avvento di Internet, sono emersi nuovi ordini e gruppi online interessati al Martinismo in tutto il mondo.

#### L'insegnamento
L’insegnamento dell'OMT nutre l'anima dell'iniziato, aiutandolo a far crescere il "germe" ricevuto durante l'iniziazione. La base di questi insegnamenti proviene principalmente dagli scritti di Louis-Claude de Saint-Martin e di Martinès de Pasqually. Tra i temi trattati ci sono la natura tripla dell’uomo, la rigenerazione mistica, la legge quaternaria, l'angelologia, la Qabbalah, e la riflessione sui sogni e sull'iniziazione.
I Martinisti non praticano teurgia o magia, ma seguono l’ideale di condurre l’uomo, attraverso un percorso naturale, verso la riscoperta delle sue capacità spirituali perdute. Il sapere non è intellettuale ma interiore; per avanzare sulla via della reintegrazione, è il cuore, e non la testa, che deve evolversi. Il Martinista si dedica alla meditazione di due libri simbolici: Il Libro della Natura e Il Libro dell’Uomo. La Natura è vista come un grande serbatoio di conoscenze divine, poiché in essa sono seminati i simboli delle virtù divine. L’Uomo, invece, è il "libro essenziale", in cui risiedono tutte le leggi universali, e la sua introspezione porta alla scoperta del cuore, il centro spirituale che collega l’essere umano al divino.
Questa contemplazione interiore ottenuta dal rivolgimento dell’Essere verso il proprio centro, è la vera preghiera, poiché «impregna la nostra anima di questo incanto sacro, di questa magia divina, che è la via segreta di tutti gli esseri».
L’obiettivo del Martinista è la trasformazione interiore, che porta alla nascita di un "Uomo Nuovo", che compie la sua missione come intermediario tra Dio e l'Universo, contribuendo alla reintegrazione del Tutto nell’Uno. L'uomo, raggiunta la maturità spirituale, diventa un "Tempio di Dio", lavorando per realizzare l'armonia tra il cielo e la terra.

#### Struttura dell'OMT
Il Consiglio Supremo dell'OMT è attualmente presieduto da Claudio Mazzucco, Sovrano Gran Maestro. L'Ordine, che si è radicato in molte nazioni, continua a diffondere i suoi insegnamenti tra i membri e a mantenere una struttura iniziatica rigorosa. Sulla base di una suddivisione per lingue, vi sono diverse Giurisdizioni, ciascuna avente un proprio Gran Maestro, il quale si avvale di un certo numero di Monitori Regionali che gestiscono direttamente le sedi locali dell'Ordine.
In Italia, l'Ordine Martinista Tradizionale è stato organizzato agli inizi del XX secolo da Dunstano Cancellieri, che fu anche il primo Gran Maestro dell'AMORC. La Tradizione martinista è così stata preservata e trasmessa attraverso una regolare successione iniziatica fino all'attuale Gran Maestro, Mirko Palomba, installato ritualmente il 9 dicembre 2023.
L’insegnamento dell’Ordine Martinista Tradizionale è suddiviso in tre gradi:
- Associato
- Iniziato
- Superiore Incognito

Il Gran Maestro conferisce il Grado di Superiore Incognito Libero Iniziatore, per costituire nuovi Superiori Incogniti. Ciascun grado comprende ventiquattro manoscritti da studiare collettivamente in una Eptade in ragione di uno al mese, dal che deriva che occorrono sei anni per prendere conoscenza dei settantadue manoscritti dell’O.M.T. Lo studio dei manoscritti avviene in un apposito Tempio e in presenza di altri membri. Ogni grado è preceduto da un’iniziazione particolare, conferita in un apposito tempio martinista alla presenza di ufficiali nominati dal Gran Maestro dell’O.M.T., il quale coincide con il Gran Maestro dell’AMORC. Al termine dei sei anni di frequentazione e studio l’iniziato può accedere al Cerchio dei Filosofi Incogniti, le cui riunioni si basano su lavori preparati dagli stessi Martinisti.

## Struttura dell'ordine

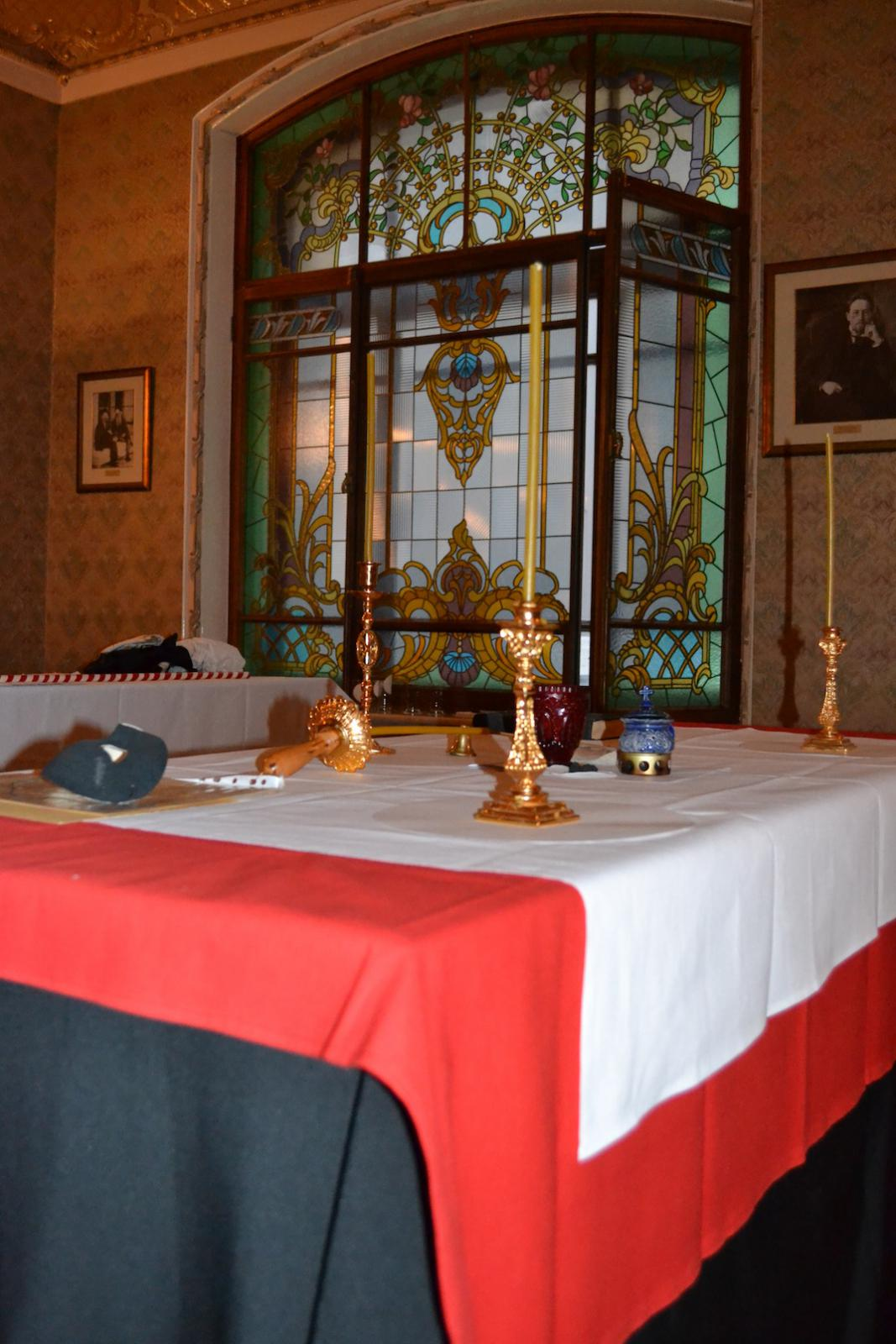
Altare martinista, foto scattata durante l'assemblea delle Logge dell'Ordine Sovrano Autonomo Antico Martinista-Martinezista, Hotel Metropol, Mosca, Russia, aprile 2013

L'Ordine Martinista fondato da Papus fu organizzato come un sistema di Loggia che operava su quattro gradi:
1. Associato
2. Mistico
3. Superiore Incognito (S::I::/Supérieur Inconnu)
4. Superiore Incognito Iniziatore (S::I::I::/Supérieur Inconnu Initiateur) (Maestro di Loggia/Eptade).

Di questi, i primi due introducono il Candidato ai concetti fondamentali del Martinismo, mentre il terzo conferirebbe l'Iniziazione effettiva che Saint-Martin trasmise ai suoi discepoli originari. I martinisti credono generalmente che per essere un autentico iniziato sia necessario dimostrare una catena di successione iniziatica che risalga a Saint-Martin stesso. Tuttavia, Restivo afferma che "l'autenticità martinista non dipende dall'accettazione o dall'iniziazione in una filiazione o successione di altri martinisti, poiché non esiste una catena di iniziazione personale proveniente da Louis-Claude de Saint-Martin nel senso sacramentale dell'ordinazione come culmine della maestria in un ordine iniziatico."
Per quanto riguarda i rituali, possono essere fatte le seguenti osservazioni generali:
- Il cristianesimo mistico del Martinismo è sottolineato dal fatto che tutte le logge vengono aperte invocando Yeheshuah (ebraico: יהשוה), ovvero il Pentagrammaton, che consiste nel Tetragrammaton con l'aggiunta della lettera ebraica Shin, come suggerito per la prima volta da Reuchlin come modo qaballistico per scrivere Gesù.
- Nonostante la struttura a logge del Martinismo, i rituali non somigliano ai gradi simbolici della Massoneria. Essi hanno un proprio milieu di contenuti drammatici ed esoterici. È stato tuttavia affermato che alcuni rituali derivino dalla Massoneria Egiziana di Cagliostro e dal Rito Scozzese Rettificato di Willermoz.[20]
- I rituali contengono elementi della filosofia di Martinez de Pasqually e riferimenti alla Qabalah, oltre a principi derivati dagli insegnamenti di Saint-Martin.
- Il candidato, in momenti chiave dei rituali, è chiamato a rispondere di propria iniziativa. È costantemente incoraggiato a meditare sul simbolismo presentato.
- I rituali spesso fanno leva sull'elemento sorpresa per rafforzare i messaggi che intendono trasmettere.

Fino alla Seconda Guerra Mondiale, il grado I::L:: o S::I::IV fu eccezionalmente aggiunto come distinzione o rango di merito al grado S::I::I:: per i legati di nuove giurisdizioni martiniste destinati a diventare Gran Maestri. Rami successivi dell'Ordine Martinista introdussero un quinto grado, I::L:: (Iniziatore Libero/Initiateur Libre), che conferiva al candidato il potere di iniziare altri a tutti e quattro i gradi personalmente, senza necessità di Loggia o Eptade, e di stabilire un nuovo e indipendente Ordine Martinista, oltre ad agire come legato o rappresentante o Gran Maestro di tale nuovo ordine. Un esempio è il Rose+Croix Martinist Order (Ontario, Canada):
1. Associato
2. Mistico
3. Superiore Sconosciuto (S::I::/Supérieur Inconnu)
4. Superiore Sconosciuto Iniziatore (S::I::I::/Supérieur Inconnu Initiateur) (Maestro di Loggia/Eptade)
5. Iniziatore Libero (I::L::/Initiateur Libre/S.I.IV) (Gran Ufficiale/Gran Iniziatore).

## Il Martinismo in Italia
Il Martinismo italiano, radicato negli insegnamenti di de Pasqually, Jean-Baptiste Willermoz, e Louis Claude de Saint-Martin, ha guadagnato importanza in Italia grazie a figure come Eduardo Frosini (iniziato nel 1905), Arturo Reghini (1878–1946) e Gabriele D'Annunzio (1863–1938), che furono iniziati nell'Ordine Martinista fondato da Gérard Encausse (Papus) nel 1891. Dopo la morte di Papus nel 1916, il movimento martinista italiano si divise in fazioni, con alcune allineate al cammino mistico di Saint-Martin e altre all'approccio teurgico di Martinez de Pasqually..
Dunstano Cancellieri, che fu il primo Gran Maestro dell'AMORC e della Massoneria Le Droit Humain in Italia, fu iniziato al Martinismo da Papus e concorse alla catena ininterrotta di iniziati martinisti in Italia nell'ambito dell'Ordine Martinista Tradizionale, lontano dal rumore di un panorama che ben presto introdusse nel Martinismo elementi a esso estranei.
La scena martinista italiana si intrecciò con altre tradizioni esoteriche, in particolare l'ermetismo Kremmerziano e il Rito di Memphis-Misraim. Giustiniano Lebano, iniziato nell'Ordine Martinista attraverso il Rito Egizio verso la fine del XIX secolo, influenzò profondamente Giuliano Kremmerz, che fondò la Fratellanza di Myriam nel 1896. Kremmerz, pur non essendo un membro formale dell'Ordine Martinista, condivideva obiettivi esoterici simili a quelli di Papus, in particolare l'ascesa spirituale e la guarigione. Gli insegnamenti di Lebano, che mescolavano il Martinismo con la guarigione mistica, influenzarono le pratiche ermetiche di Kremmerz.
Figure come Vincenzo Soro (1895–1949) e Francesco Brunelli (1927–1982) hanno avuto un ruolo fondamentale nel movimento martinista italiano. Il coinvolgimento di Soro nel Rito di Memphis ha legato il movimento martinista alla tradizione kremmerziana. Nonostante i tentativi di unificazione, come la formazione della Fratellanza Martinista Italiana nel 2014, il movimento rimane diviso, con l'influenza delle tradizioni kremmerziana e del Rito di Memphis che continuano a plasmare il Martinismo napoletano ancora oggi..